# The Dragon Prince (1.ª temporada)
A primeira temporada (referida como Livro Um: Lua) de The Dragon Prince, uma série de animação americana produzida pela Netflix para a sua plataforma de streaming, foi lançada em 14 de setembro de 2018. O programa foi criado por Aaron Ehasz e Justin Richmond e apresentou Jack DeSena, Paula Burrows, Sasha Rojen, Jason Simpson, Racquel Belmonte e Jesse Inocalla como as vozes dos personagens principais.

## Produção
O programa foi produzido pela Wonderstorm, uma companhia de entretenimento co-fundada em Los Angeles, Califórnia, por Aaron Ehasz, Justin Richmond, e Justin Santistevan; Ehasz e Richmond são os co-criadores da série. Aaron Ehasz já havia sido co-produtor executivo e escritor da série Avatar: The Last Airbender, pela qual venceu um Prêmio Peabody em 2008; ele também trabalhou por muito tempo como escritor e editor de Futurama. Giancarlo Volpe, um ex-diretor de Avatar, foi um dos produtores executivos da primeira temporada, havendo dirigido os três primeiros episódios. Os seis episódios restantes do Livro Um foram dirigidos por Villads Spangsberg. A equipe de roteiristas da primeira temporada inclui, além dos criadores Ehasz e Richmond, Devon Giehl e Iain Hendry.
A série foi anunciada ao público pela Netflix em 10 de julho de 2018.

## Episódios
| N.º na série | N.º na temp. | Título original Título no Brasil             | Dirigido por       | Escrito por                   | Lançamento             |
| --- | ------------ | -------------------------------------------- | ------------------ | ----------------------------- | ---------------------- |
| 1 | 1            | "Echoes of Thunder" "Ecos do Trovão"         | Giancarlo Volpe    | Aaron Ehasz & Justin Richmond | 14 de setembro de 2018 |
| Com seu reino ameaçado pelos elfos da Lua, o rei Harrow envia seus filhos, Callum e Ezran, a um lugar seguro.                                                                                    |              |                                              |                    |                               |                        |
| 2 | 2            | "What Is Done" "O Que Está Feito"            | Giancarlo Volpe    | Aaron Ehasz & Justin Richmond | 14 de setembro de 2018 |
| Determinada a compensar seu erro, Rayla consegue entrar no castelo e encurrala Callum. Enquanto isso, Lord Viren oferece ao rei uma saída para sobreviver ao ataque.                             |              |                                              |                    |                               |                        |
| 3 | 3            | "Moonrise" "O Nascer da Lua"                 | Giancarlo Volpe    | Devon Giehl & Iain Hendry     | 14 de setembro de 2018 |
| Para deter o ataque dos elfos da Lua, Rayla e os príncipes correm para anunciar o que encontraram; eles, contudo, precisam antes passar por Claudia.                                             |              |                                              |                    |                               |                        |
| 4 | 4            | "Bloodthirsty" "Sede de Sangue"              | Villads Spangsberg | Devon Giehl & Iain Hendry     | 14 de setembro de 2018 |
| Animado com seus novos poderes, Callum convence os outros a viajar até o chalé Banther em busca de um cubo mágico. Katolis se prepara para coroar um novo rei.                                   |              |                                              |                    |                               |                        |
| 5 | 5            | "An Empty Throne" "Um Trono Vazio"           | Villads Spangsberg | Aaron Ehasz & Justin Richmond | 14 de setembro de 2018 |
| Callum tenta controlar seus novos poderes, enquanto a general Amaya confronta o Lord Viren. Mais tarde, uma viagem de rio toma um rumo assustador para os amigos.                                |              |                                              |                    |                               |                        |
| 6 | 6            | "Through the Ice" "Quebrando o Gelo"         | Villads Spangsberg | Aaron Ehasz & Justin Richmond | 14 de setembro de 2018 |
| Após um encontro com um soldado, Rayla leva os príncipes às montanhas. Soren e Claudia partem em uma missão com ordens secretas e seu pai, o Lord Viren.                                         |              |                                              |                    |                               |                        |
| 7 | 7            | "The Dagger and the Wolf" "A Adaga e a Loba" | Villads Spangsberg | Devon Giehl & Iain Hendry     | 14 de setembro de 2018 |
| Callum e Ezran buscam ajuda para o ovo numa aldeia, enquanto Rayla procura uma lâmina mágica. Claudia busca ingredientes para fazer um feitiço de rastreamento, a fim de encontrar os príncipes. |              |                                              |                    |                               |                        |
| 8 | 8            | "Cursed Caldera" "Caldeira Maldita"          | Villads Spangsberg | Aaron Ehasz & Justin Richmond | 14 de setembro de 2018 |
| Ellis leva os amigos até a Caldeira Maldita, mas adverte que o lugar está cheio de monstros. Runaan submete-se ao interrogatório de Viren.                                                       |              |                                              |                    |                               |                        |
| 9 | 9            | "Wonderstorm" "Tempestade Mágica"            | Villads Spangsberg | Aaron Ehasz & Justin Richmond | 14 de setembro de 2018 |
| Em uma tentativa de proteger o ovo, Ezran, Callum, e Rayla colocam suas habilidades à prova enquanto escalam a montanha.                                                                         |              |                                              |                    |                               |                        |

## Trilha sonora
A trilha sonora original da temporada foi composta por Frederik Wiedmann, que viria a compor a música das temporadas seguintes da animação. O álbum de faixas foi lançado conjuntamente com o álbum da trilha sonora da segunda temporada em 22 de fevereiro de 2019, pela Lakeshore Records. Segundo Wiedmann, a série forneceu uma "tela maravilhosa" em que ele pôde "explorar uma paleta musical muito colorida"; com a intenção de dar uma identidade ao mundo fictício do seriado, ele afirma ter misturado instrumentos pouco ortodoxos com o som convencional de uma orquestra.
Todas as faixas escritas e compostas por Frederik Wiedmann. 
| N.º | Título                                         | Duração |  |
| 1.  | "The Dragon Prince – Main Title"               | 0:34    |  |
| 2.  | "Long Ago, In Xadia"                           | 3:30    |  |
| 3.  | "Brothers"                                     | 1:00    |  |
| 4.  | "Mercy"                                        | 1:16    |  |
| 5.  | "The Jelly Tart Heist"                         | 0:40    |  |
| 6.  | "My Heart for Xadia"                           | 1:53    |  |
| 7.  | "Sheer Courage"                                | 1:43    |  |
| 8.  | "Not That Simple"                              | 2:08    |  |
| 9.  | "Last Sunset"                                  | 1:39    |  |
| 10. | "Smoky Seekers"                                | 1:33    |  |
| 11. | "Moonlight Battle"                             | 2:12    |  |
| 12. | "Up To Us Now"                                 | 2:38    |  |
| 13. | "Flash, Woof, Zap, Slash!"                     | 2:25    |  |
| 14. | "A Message Of Death"                           | 2:05    |  |
| 15. | "Valley Of Graves"                             | 1:28    |  |
| 16. | "Pyre"                                         | 1:32    |  |
| 17. | "Hello, Sister"                                | 1:20    |  |
| 18. | "All The Bad Feelings"                         | 2:39    |  |
| 19. | "Doubtful Intentions"                          | 1:20    |  |
| 20. | "Snow-Nami"                                    | 1:30    |  |
| 21. | "Through The Ice"                              | 2:24    |  |
| 22. | "Miracle On The Cursed Caldera"                | 3:32    |  |
| 23. | "It’s A Fun Spell"                             | 1:22    |  |
| 24. | "The Other Bad News"                           | 1:13    |  |
| 25. | "A Huger, Scarier Monster"                     | 2:13    |  |
| 26. | "Worse than Death"                             | 2:14    |  |
| 27. | "Turn Back"                                    | 1:01    |  |
| 28. | "Do Not Touch Those Webs"                      | 1:01    |  |
| 29. | "The Jerk Face Dance"                          | 0:47    |  |
| 30. | "Guardian Of The Moon Nexus"                   | 2:50    |  |
| 31. | "Fading Quickly"                               | 4:16    |  |
| 32. | "Azymondias"                                   | 2:39    |  |
| 33. | "End Credits – The Power To Change Everything" | 0:43    |  |

## Recepção
A temporada recebeu críticas majoritariamente positivas. Em uma resenha adiantada do primeiro episódio, Aaron Prune do IGN parabenizou a série por "explorar confortavelmente elementos sombrios da história enquanto dá à audiência uma seleção de personagens amáveis para se engajar" e descreveu-a como uma "série animada que vale a pena para públicos de todas as idades." Ao analisar os primeiros três episódios, Alex Barasch da Slate também teve percepções positivas sobre a série, afirmando que, apesar de ser necessário se acostumar com a animação e com os sotaques (em inglês) dos elfos, fãs de fantasia ou de Avatar: The Last Airbender gostarão do programa. Barasch parabenizou especialmente a inclusividade da série — tal como o Rei Harrow e Ezran, que são ambos negros — e a relação de Harrow com Viren, que descreveu como o "aspecto mais atraente do programa". Também em análise dos três episódios iniciais, Gavia Baker-Whitelaw do The Daily Dot reagiu de forma similar à inclusão racial da série, escrevendo que ela "combina humor pateta com uma base sólida para o contar de histórias e o desenvolvimento de personagem a longo prazo", acrescentando que os "designs de personagens mostram uma afeição profunda pelo gênero". Ela criticou o sotaque de Rayla como "a pior parte do programa", assim como a escassez de personagens femininos.
Saylon Sousa do sítio eletrônico de notícias Volts afirmou que a série remete à franquia de filmes How to Train Your Dragon, porém com um tom mais sombrio.